# Ungarische Eishockeyliga 1999/2000
Die Saison 1999/2000 war die 63. Spielzeit der ungarischen Eishockeyliga, der höchsten ungarischen Eishockeyspielklasse. Meister wurde zum insgesamt dritten Mal in der Vereinsgeschichte Dunaferr SE Dunaújváros.

## Modus
In der Hauptrunde absolvierte jede der sieben Mannschaften insgesamt zwölf Spiele. Die drei bestplatzierten Mannschaften der Hauptrunde qualifizierten sich für die Gruppe A der Zwischenrunde, deren beiden Erstplatzierten das Meisterschaftsfinale bestritten. Die übrigen vier Mannschaften der Hauptrunde trafen in der Gruppe B der Zwischenrunde aufeinander. Der Erstplatzierte der Zwischenrunden-Gruppe B qualifizierte sich für das Spiel um Platz 3. Für einen Sieg erhielt jede Mannschaft zwei Punkte, bei einem Unentschieden gab es einen Punkt und bei einer Niederlage null Punkte.

## Hauptrunde
|    | Klub                      | Sp | S  | U | N  | Tore   | Punkte |
| -- | ------------------------- | -- | -- | - | -- | ------ | ------ |
| 1. | Dunaferr SE Dunaújváros   | 12 | 10 | 2 | 0  | 108:14 | 22     |
| 2. | Ferencvárosi TC           | 12 | 9  | 1 | 2  | 103:35 | 19     |
| 3. | Alba Volán Székesfehérvár | 12 | 8  | 3 | 1  | 102:29 | 19     |
| 4. | Győri ETO HC              | 12 | 6  | 0 | 6  | 52:73  | 12     |
| 5. | Tisza Volán-Szeged        | 12 | 3  | 0 | 9  | 43:85  | 6      |
| 6. | MAC Népstadion Budapest   | 12 | 2  | 0 | 10 | 31:80  | 4      |
| 7. | Miskolci Jegesmedvék JSE  | 12 | 1  | 0 | 11 | 30:153 | 2      |

Sp = Spiele, S = Siege, U = Unentschieden, N = Niederlagen

## Zwischenrunde

### Gruppe A
|    | Klub                      | Sp | S | U | N | Tore  | Punkte |
| -- | ------------------------- | -- | - | - | - | ----- | ------ |
| 1. | Dunaferr SE Dunaújváros   | 12 | 7 | 3 | 2 | 50:31 | 17     |
| 2. | Ferencvárosi TC           | 12 | 5 | 2 | 5 | 42:45 | 12     |
| 3. | Alba Volán Székesfehérvár | 12 | 1 | 5 | 6 | 41:57 | 7      |

### Gruppe B
|    | Klub                    | Sp | S  | U | N | Tore  | Punkte |
| -- | ----------------------- | -- | -- | - | - | ----- | ------ |
| 4. | Győri ETO HC            | 12 | 10 | 0 | 2 | 84:36 | 20     |
| 5. | Tisza Volán-Szeged      | 12 | 8  | 0 | 4 | 75:51 | 16     |
| 6. | MAC Népstadion Budapest | 12 | 3  | 0 | 9 | 46:66 | 6      |
| 7. | Miskolci Jegesmedve JSE | 12 | 3  | 0 | 9 | 36:88 | 6      |

## Playoffs

### Spiel um Platz 3
- Győri ETO HC – Alba Volán Székesfehérvár 4:13

### Finale
- Dunaferr SE Dunaújváros – Ferencvárosi TC 4:0 (5:0, 3:2, 5:3, 4:1)